# Ortwin Speer
Ortwin Speer (* 26. Januar 1938; † 1995) war ein deutscher Schauspieler und Synchronsprecher.

## Leben
Speer war ab den 1960er Jahren als Darsteller in einigen wenigen Rollen in Fernsehproduktionen zu sehen.  Als seinen ersten Filmauftritt führt die Filmdatenbank IMDb den Fernsehfilm Preis der Freiheit aus dem Jahr 1966, eine Fernsehproduktion des NDR unter der Regie von Egon Monk, in der Speer neben Eberhard Fechner und Lutz Mackensy als NVA-Soldat Hönisch zu sehen war. In der US-amerikanischen Miniserie Holocaust – Die Geschichte der Familie Weiß spielte er 1978 einen Polizisten im Warschauer Ghetto.
Ab Ende der 1970er Jahre arbeitete Speer hauptsächlich als Synchronsprecher. Zu seinen größten Synchronrollen zählen Robert Young als James Anderson in der Hauptrolle der Serie Vater ist der Beste und Ray Wise als Leland Palmer in den ersten beiden Staffeln der Serie Twin Peaks. Außerdem war Speer für Robert Grubb als Dr. Geoff Standish in Die fliegenden Ärzte, Jeff Cooper als Dr. Simon Elby in Dallas, Geoffrey Scott als Mark Jennings in Der Denver-Clan oder James Houghton als Cash Cassidy in Die Colbys – Das Imperium zu hören.
In weniger bekannten Filmen lieh er unter anderem Christopher Reeve, Liam Neeson, Jonathan Frakes und Roddy McDowall seine Stimme. In der Fernsehserie Allein gegen die Mafia war er die deutsche Stimme des Bankiers und Mafia-Bosses Tano Cariddi, der von Remo Girone gespielt wurde.
Speer wirkte auch als Sprecher bei Hörspielen mit, unter anderem in den Ende der 1970er Jahre entstandenen Hörspielen aus der Professor-van-Dusen-Reihe von Michael Koser.

## Filmografie
- 1966: Preis der Freiheit (TV)
- 1969: Die Verschwörung (TV)
- 1978: Holocaust – Die Geschichte der Familie Weiss (Holocaust) (TV)
- 1988: Molle mit Korn: Dem Ende entgegen

## Synchron-Sprechrollen (Auswahl)

### Filme
- 1976: Bjørn Watt-Boolsen als Baron Løvenvold in Die Olsenbande sieht rot
- 1978: Yevgeni Bezrukavny als Grekov in Feinde
- 1980: Harry Groener als Dr. Campbell in Brubaker
- 1981: Alan Feinstein als Aaron in Masada
- 1984: Larry King als Larry King in Ghostbusters – Die Geisterjäger
- 1990: John Hansen als Dr. Lister in Großalarm im Krankenhaus

### Serien
- 1979: George Wyner als D.A. Frank Revko in Kaz & Co
- 1986: Liam Neeson als Insp. André Trignant in Rache ist ein süßes Wort
- 1986: Brett Halsey als Adam Fowler in Hart aber herzlich
- 1987–1995/2001: Remo Girone als Gaetano "Tano" Cariddi in Allein gegen die Mafia
- 1988: James Luisi als Uptown Bill Brown in Trio mit vier Fäusten
- 1989: Jeff Wincott als Spencer Hamilton in Matlock
- 1990: Ben Piazza als Caine in Hart aber herzlich
- 1990: Stanley Kamel als Inspector Mike Sharp / Colonel Davidson in Trio mit vier Fäusten
- 1991–1992: Ray Wise als Leland Palmer (1. Stimme) in Twin Peaks